# Chrysopelea ornata
Espèce
Synonymes
- Coluber ornatus Shaw, 1802
- Coluber ibibiboca Daudin, 1802

Chrysopelea ornata  ou couleuvre volante ou serpent volant est une espèce de serpents de la famille des Colubridae.
Ce serpent est venimeux mais sa morsure, bien que puissante, n'est pas considérée comme dangereuse pour l'être humain.

## Répartition
Cette espèce se rencontre :
- en Birmanie ;
- au Cambodge ;
- en République populaire de Chine dans les provinces de Hainan et Yunnan, et à Hong Kong ;
- en Inde, dans les États d'Arunachal Pradesh, Bengale-Occidental, Bihar, Madhya Pradesh, Orissa ;
- au Laos ;
- en Malaisie péninsulaire, y compris sur l'île Tioman ;
- aux Philippines ;
- au Sri Lanka ;
- en Thaïlande ;
- au Viêt Nam.

## Habitat
La couleuvre volante vit dans les forêts tropicales humides clairsemées et dans les plantations mais elle est aussi très courante dans les jardins.

## Description

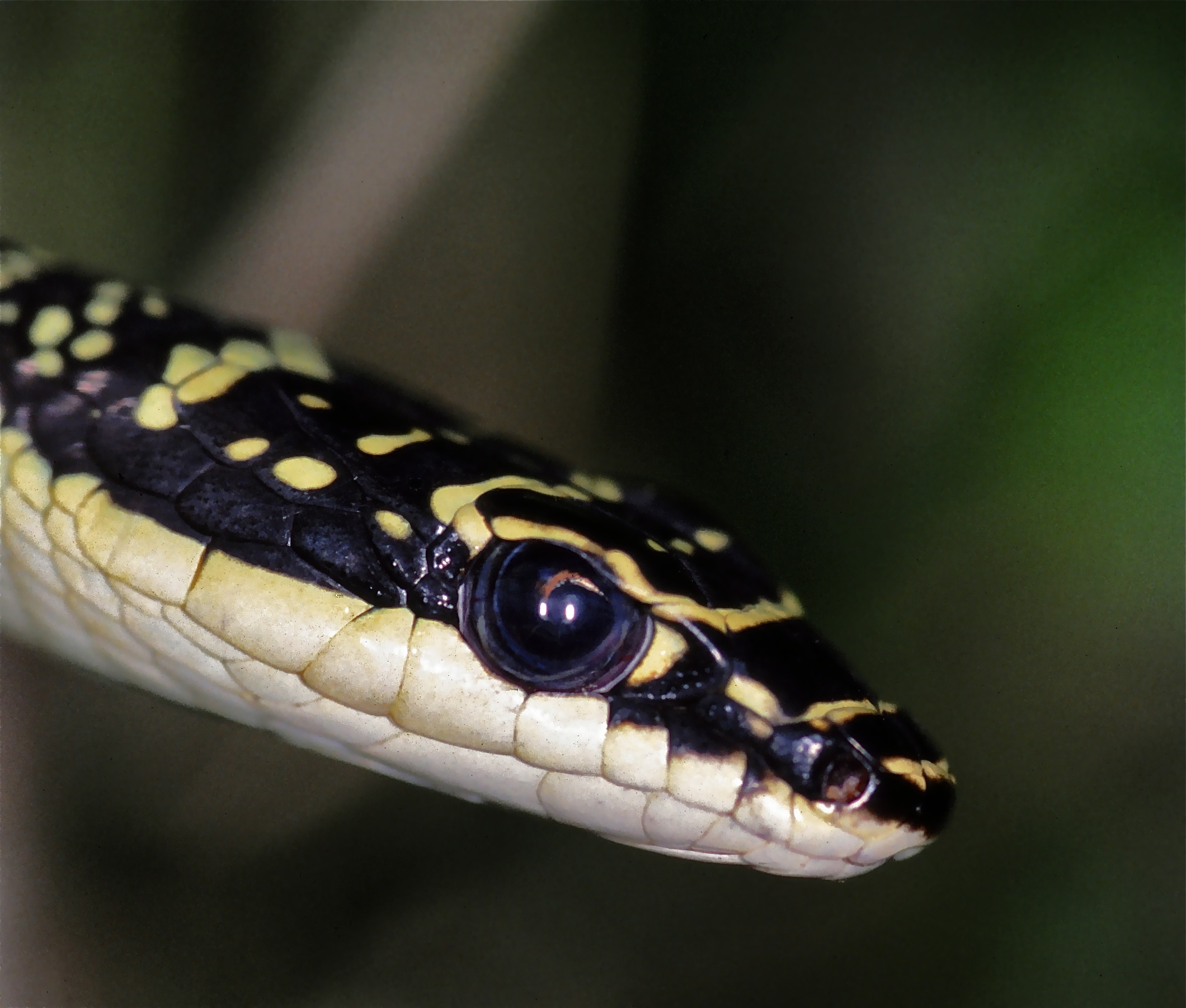
Chrysopelea ornata ornatissima, détail de la tête

Chrysopelea ornata est un serpent ovipare diurne arboricole et venimeux. 
Il mesure de 1 m à 1,2 m.
Sa livrée est faite d'écailles vertes à pointe noire. Son ventre est jaune verdâtre pâle. Ses écailles anguleuses lui permettent de s'accrocher aux rugosités pour grimper dans les arbres. Sa tête est aplatie et il a de grands yeux aux pupilles rondes.
Cette espèce est difficile à observer car elle vit la majorité de son temps dans la canopée.
Comme les autres membres de ce genre, il est capable d'effectuer des vols planés en se lançant d'une branche pour se recevoir sur une autre branche ou au sol : il écarte ses côtes pour accroître la surface de son corps et rentre son ventre pour donner naissance à un creux profond concave qui lui sert de parachute ; la résistance à l'air ralentit sa descente et, en variant la position de son corps, il peut se diriger pour retomber plus loin jusqu'à près de 100 mètres de distance. Ce vol plané lui permet par exemple d'échapper aux attaques des oiseaux prédateurs.

## Alimentation
La couleuvre volante happe et transperce de ses crochets venimeux situés à l'arrière la mâchoire des proies arboricoles. Le venin agit très rapidement, la proie est presque instantanément paralysée puis avalée par le serpent.
Au menu de ce serpent volant on trouve surtout des lézards dont beaucoup de geckos mais aussi par exemple des grenouilles, des oiseaux et des petits mammifères.

## Reproduction
La couleuvre volante pond de 5 à 8 œufs en mai ou en juin. Les serpenteaux mesurent environ 11,5 cm.

## Noms vernaculaires
En siamois (thaï) : งูเขียวพระอินทร์ (ngu khiao phra in)
En bengali :  কালনাগিনী (Kaalnagini), উড়ন্ত সাপ, উড়াল মহারাজ সাপ, সুন্দরী সাপ, কালসাপ, কালনাগ

## Liste des sous-espèces
Selon The Reptile Database (13 février 2014) :
- Chrysopelea ornata ornata (Shaw, 1802)
- Chrysopelea ornata ornatissima Werner, 1925
- Chrysopelea ornata sinhaleya Deraniyagala, 1945 - Sri Lanka

## Publications originales
- Deraniyagala, 1945 : Some new races of the python, Chrysopelea, binocellate cobra, and tith-polonga inhabiting Ceylon and India. Spolia Zeylanica, vol. 24, no 2, p. 103–112.
- Shaw, 1802 : General Zoology, or Systematic Natural History, vol. 3, no 2, p. 313-615 (texte intégral).
- Werner, 1925 : Neue oder wenig bekannte Schlangen aus dem Naturhistorischen Staatsmuseum in Wien. Part. 2, Sitzungsberichte der Kaiserliche Akademie der Wissenschaften in Wien, vol. 134, p. 45-66.